# 和美鎮
24°07′08″N 120°30′49″E / 24.1189037°N 120.5134965°E
和美鎮（巴布薩語：Kalisan），舊稱「卡里善」、「和美線」，位於臺灣彰化縣北部，為彰化市的衛星城市。鎮內人口約8.7萬人，人口密度每平方公里約2,180人，是彰化縣的人口第一大鎮，也是臺灣人口第四多、人口密度第三高的鎮。
早期和美鎮位居數條重要道路的交會處，因此當地形成貨物集散中心。日治時期因設置公共零售市場而使商業發達，且隨著紡織工業的興起，和美與鄰近的伸港、線西等地同為紡織工業較發達的區域，期間曾因二戰的影響而轉為僅生產棉花。1950年代以後隨著紡織廠「彰化紗廠」的設廠，以及鎮平里一帶雨傘骨工廠的成立，成為紡織業與製傘業的重要聚集區域，因此同時有「紡織王國」與「雨傘王國」之美譽，和美織仔與洋傘皆為該鎮國際著名的特產。

## 歷史沿革
本鎮地區於漢人開闢之前，為平埔族群巴布薩族半線社、阿束社之地。和美古稱「卡里善」，係巴布薩族語，意為熱與冷交界地，氣候溫和，環境優美之意。漢人移入形成漢人街庄後，因當地處漳泉接觸地帶，寓意「漳泉和睦相處，創建美好地方」，故名「和美」。相傳先民移臺，來自漳泉二地移民，係以詔安圳為界，以東大多為漳州移民，以西則多為泉州移民生聚之所。
- 永曆十八年設北路安撫司於半線（今彰化市）執掌地方治安暨撫番，總護諸將，察治姦宄，凡兵民之政皆屬之。
- 永曆十九年派左武衛武平候劉國軒率兵駐此，自此兵丁開拓半線社與阿束社，是為本鎮開闢之始。
- 繼之泉州人施長齡、楊志申，以及清康熙中葉時泉州人吳洛、黃榜等來線西堡墾殖或自鹿港登陸，或自諸羅北上，招工買牛，引水開地，各地逐漸開闢。
- 康熙五十七年大肚溪水患將阿束社等流失，餘存平埔族徙居番社口，後徙埔里山區，自此本鎮即無原住民族所居。
- 康熙六十年始設半線堡，六十一年朱一貴起義敗後，隨清軍而來之移民及解甲歸田之兵丁逐漸增多。
- 雍正年間，東西第一、二圳即行創設。
- 乾隆五年楊志申、施士安又開創福馬圳。
- 乾隆六年本鎮為半線堡茄黎莊、阿束社所轄。
- 乾隆二十七年分為半線東西二堡
- 東西第三圳於乾隆三十一年復由楊志申開創，灌溉系統大備。
- 迨至道光十年，本鎮即有三十六莊，以地大闢矣。

線東堡部份有中寮莊﹝今中寮里﹞、溪洲莊﹝今在中圍里﹞、孟仔厝﹝今犁盛里茂盛厝﹞、十二張犁﹝今在犁盛里﹞、新仔﹝今新庄里﹞、詔安厝﹝今詔安里﹞、茄黎莊﹝今嘉犁里﹞、打鐵山﹝今鐵山里﹞、柑子井﹝今柑井里﹞、樹仔腳﹝今在柑井里﹞、竹仔腳﹝今竹圍里﹞。
線西堡部份有阿束社﹝已遷徙埔里，地今在還社里﹞、西勢社﹝漢人雜處，今還社里﹞、李厝莊﹝今在嘉寶里﹞、查某潭﹝今嘉寶里﹞、鄭厝莊﹝今在嘉寶里﹞、芋仔潭﹝今地潭里﹞、後莊仔﹝今在地潭里﹞、崙仔腳﹝今在地潭里已流失﹞、塗厝﹝今塗厝里﹞、火燒庄﹝今好修里﹞、小月眉莊﹝今在好修里﹞、大月眉莊﹝今月眉里﹞、三塊厝﹝今在月眉里﹞、和美線﹝今和東、和南、和西、和北、四張等五里﹞、四張犁﹝今四張里﹞、七張犁﹝今在山犁里﹞、山寮莊﹝今山犁里﹞、頭前厝﹝今面前里﹞、番仔溝﹝今雅溝里﹞、霞佃尾﹝今南佃里﹞、源埤里、公厝莊﹝今在鎮平里﹞、大霞田﹝今大霞里﹞、竹圍仔﹝今竹營里﹞、營盤埔﹝今竹營里﹞。
- 光緒二十一年五月初六日，日軍入臺，由澳底登陸，迨七月初八日接管彰化，設立臺灣民政支部彰化出張所，後設彰化、鹿港警察署，本鎮即受彰化警察署所轄，堡里村莊，皆沿清代舊制。
- 明治廿九年劃全臺為三縣一廳，本鎮地區隸於臺中縣鹿港支廳，後移彰化，改隸彰化支廳。
- 明治三十年修改地方官吏制設六縣三廳，縣廳之下置辨務署，本鎮地區線東堡部份隸屬彰化辨務署，線西堡部份則隸和美線辨務署，後於辨務署之下置街庄，後再改街庄為區，以作辨務署之補助機關。

　   目前本鎮地區橫跨當時嘉犁、和美線及新港三區，其中嘉犁區屬線東堡，和美線、新港等兩區區屬線西堡。

　   嘉犁區轄嘉犁、西勢仔、新仔、中寮莊、柑仔井等五庄。

　   和美線區轄和美線、頭前寮、月眉、七張犁、番雅溝、大霞佃等六庄。

　   新港區轄塗厝、陂仔埂、溪底、新港、泉州等五庄，其中除塗厝外區域今皆屬於伸港鄉。

- 明治三十一年修改地方官制改為三縣三廳，擴大辨務署，將和美線辨務署併彰化辨務署。
- 明治二十九年於和美線設和美線警察官吏派出所轄線西全堡。
- 明治三十三年設中寮莊警察官吏派出所，轄中寮、竹圍仔、頂竹仔腳、頂柑仔井、下柑仔井、新庄仔、十二張犁、茂盛厝、過溝仔、下鋪等十庄。
- 明治三十四年劃和美線警察官吏派出所所轄部份，於塗厝厝設置塗厝厝警察官吏派出所，於大霞田設置大霞田警察官吏派出所。次年設嘉犁警察官吏派出所。

- 1945年，二戰結束後，中華民國接管臺灣。十月二十五日舉行受降典禮。十一月八日成立臺中州接管委員會，派其委員陳幸西、還有管理員許在泮接管彰化郡和美街，而成立和美鎮公所。
- 民國三十四年十二月廿五日，全省各部門接收就緒，即行改革日人舊制，廢五州三廳為八縣，並先後置九個省轄市，縣之下廢郡、支廳為區，廢街庄為鎮鄉，當時本鎮隸屬臺中縣彰化區，後廢保甲及部落會以為村里鄰之制。
- 民國三十六年八月行政院會議通過臺灣省行改區域調整方案，五市十六縣，十月廿一日彰化縣恢復成立，本鎮遂隸彰化縣，其區域如舊迄今未有變動。

## 地理

### 位置
和美鎮位於彰化縣北部，東南鄰彰化市，西接伸港、線西、鹿港3鄉鎮，東北隔大肚溪與臺中市大肚區相望，南以洋仔厝溪與秀水鄉相隔。

### 氣候
和美鎮的氣候屬副熱帶季風氣候，年均溫約23℃，全年雨量大多分布在2月至9月，多寡比率依序為梅雨、颱風雨或西南氣流降雨，最後是春雨，冬季時東北季風風力強勁。

### 人口
根據彰化縣和美戶政事務所及內政部戶政司統計，2024年底和美鎮戶數約3萬戶，人口約8.7萬人，人口密度每平方公里約2,188人，是彰化縣人口第三大行政區，也是臺灣人口第四多且人口密度第三高的鎮。鎮內人口最多與最少的里分別是竹營里與和南里，2024年底兩里人口分別為7,263人與429人。
2016年7月，和美鎮人口達到91,287人，是戰後以來的最高值。但隨著長年的人口老化與少子化的影響，加上鄰近臺中市產生的磁吸效應，社福政策不如六都，人口負成長。在年齡構成上，2024年底時，和美鎮人口中有11.63%是0至14歲人口，70.97%是15至64歲人口，17.40%是65歲以上人口。

## 政治

### 歷任首長
| 任次 | 姓名   | 黨籍       | 就任時間       | 卸任時間       | 備註               |
| ---- | ------ | ---------- | -------------- | -------------- | ------------------ |
| 1    | 陳南山 |            | 1951年7月1日   | 1953年7月1日   |                    |
| 2    | 王錦銅 |            | 1953年7月1日   | 1956年11月1日  |                    |
| 3    | 陳南山 |            | 1956年11月1日  | 1960年1月      |                    |
| 4    | 陳南山 |            | 1960年1月16日  | 1961年11月     | 任內因病退休       |
| 4    | 楊水木 |            | 1961年11月     | 1962年1月      | 代理               |
| 4    | 王圳   |            | 1962年1月      | 1964年3月1日   | 補選上任           |
| 5    | 王圳   |            | 1964年3月1日   | 1968年3月1日   | 任內改名「王文俊」 |
| 6    | 張火炎 |            | 1968年3月1日   | 1973年4月1日   |                    |
| 7    | 張火炎 |            | 1973年4月1日   | 1977年12月30日 |                    |
| 8    | 葉萬錄 |            | 1977年12月30日 | 1982年3月1日   |                    |
| 9    | 柯鐓賢 |            | 1982年3月1日   | 1986年3月1日   |                    |
| 10   | 柯鐓賢 |            | 1986年3月1日   | 1990年3月1日   |                    |
| 11   | 陳添發 |            | 1990年3月1日   | 1994年3月1日   |                    |
| 12   | 陳添發 |            | 1994年3月1日   | 1998年3月1日   |                    |
| 13   | 許祝賢 | 中國國民黨 | 1998年3月1日   | 2002年3月1日   |                    |
| 14   | 許祝賢 | 中國國民黨 | 2002年3月1日   | 2006年3月1日   |                    |
| 15   | 王水川 | 中國國民黨 | 2006年3月1日   | 2010年3月1日   |                    |
| 16   | 王水川 | 中國國民黨 | 2010年3月1日   | 2014年12月25日 |                    |
| 17   | 阮厚爵 | 中國國民黨 | 2014年12月25日 | 2018年12月24日 |                    |
| 18   | 阮厚爵 | 中國國民黨 | 2018年12月25日 | 2022年12月24日 |                    |
| 19   | 林庚壬 | 中國國民黨 | 2022年12月25日 | 現任           |                    |

### 鎮政組織
和美鎮公所是和美鎮最高層級的地方行政機關，在中華民國政府架構中為鎮自治的行政機關，同時負責執行縣政府及中央機關委辦事項，和美鎮的自治監督機關為彰化縣政府。鎮長由全體鎮民直接選舉產生，任期為四年，可連選連任一次。和美鎮公所並置鎮政會議，為鎮政最高決策機構，在鎮長之下，設有6課3室等9個內部單位及4個附屬機關。
和美鎮民代表會是和美鎮的最高民意機關，代表和美鎮全體鎮民立法和監察鎮政。鎮民代表由公民直選選出，任期為四年，可連選連任。和美鎮民代表會共有15位鎮民代表，分別為第一選區（西區）5席鎮民代表、第二選區（南區）4席鎮民代表、第三選區（東區）4席鎮民代表、第四選區（北區）2席鎮民代表，主席、副主席由15位鎮民代表互選產生。

### 行政區
現今和美鎮行政範圍的確立，來自於1920年，日本將臺灣十二廳改為五州二廳，設和美庄屬臺中州彰化郡:25。和美庄轄中寮、柑子井、新庄子、嘉犁、塗厝厝、月眉、頭前寮、和美、七張犁、大霞田、番雅溝等11個大字。1943年10月1日，和美庄改制為「和美街」。1945年11月8日，改為「和美鎮」，屬臺中縣彰化區:27。1950年，調整行政區域，和美鎮改隸新成立的彰化縣:28。
和美鎮共轄32個里，其行政區域分布情形為：
| 次分區 | 里名   | 里名   | 里名   | 里名   | 里名   | 里名   | 里名   | 里名   | 里名   |
| ------ | ------ | ------ | ------ | ------ | ------ | ------ | ------ | ------ | ------ |
| 西區   | 竹營里 | 和東里 | 和南里 | 和北里 | 和西里 | 四張里 | 頭前里 | 面前里 |        |
| 南區   | 鎮平里 | 大霞里 | 源埤里 | 南佃里 | 雅溝里 | 山犁里 | 嘉犁里 | 詔安里 | 仁愛里 |
| 東區   | 鐵山里 | 柑井   | 竹園里 | 新     | 犁盛里 | 中寮里 | 中圍里 | 糖友里 |        |
| 北區   | 還社   | 塗厝里 | 地潭   | 湖內里 | 嘉寶里 | 月眉里 | 好修里 |        |        |

### 警政治安
- 彰化縣警察局和美分局
  - 和美派出所
  - 中寮派出所
  - 嘉犁派出所
  - 大霞派出所
  - 塗厝派出所

## 經濟
彰化縣製傘業在1970至80年代達到巔峰，當時，臺灣地區製傘業產量有一半是來自和美地區。同時，和美地區也曾是全臺三大紡織產地之一。
- 金融機構
  - 中華郵政和美郵局
  - 和美鎮農會
  - 彰化第一信用合作社和美分社
  - 彰化第六信用合作社和美分社
  - 彰化第十信用合作社和美分社
  - 第一銀行和美分行
  - 臺灣企銀和美分行
  - 華南銀行和美分行
  - 台中銀行和美分行
  - 合作金庫銀行和美分行
  - 彰化銀行和美分行
- 購物中心：
  - 全聯福利中心和美愛民門市
  - 全聯福利中心道周門市
  - 全聯福利中心和美德美門市
  - 全聯福利中心和美糖友門市
  - 大盤大生鮮五金大賣場和美店
  - 喜美超市和美店
  - 寶雅生活館彰化和美店
  - 台灣楓康超市和美店
  - NET和美店
  - 特力屋彰化和美店
- 連鎖餐廳：
  - 麥當勞和美門市
  - 肯德基和美店
  - 星巴克和美店
  - 花盒子和美店
  - 六扇門和美店
  - 爭鮮和美店

## 教育

### 高級中等學校
- 國立和美實驗學校
- 彰化縣立和美高級中學

### 國民中學
- 彰化縣立和美高級中學國中部
- 彰化縣立和群國民中學

### 國民小學
- 彰化縣和美鎮和美國民小學
- 彰化縣和美鎮大嘉國民小學
- 彰化縣和美鎮和東國民小學
- 彰化縣和美鎮新庄國民小學
- 彰化縣和美鎮大榮國民小學
- 彰化縣和美鎮和仁國民小學
- 彰化縣和美鎮培英國民小學

## 交通

### 公路
- 國道三號（福爾摩沙高速公路）
  - 191 和美和美交流道
- 臺61乙線：和美鎮－伸港鄉
- 縣道134號：伸港鄉－和美鎮－彰化市
- 縣道135號：和美鎮－鹿港鎮
- 縣道138號：線西鄉－和美鎮－彰化市
- 縣道138甲線：和美鎮－鹿港鎮

## 旅遊景點
- 和美天佑宮(天上聖母)
- 道東書院(國定古蹟)
- 和美大月眉陳合興古厝(歷史建築)
- 和美街長宿舍(歷史建築)
- 和美李安人墓(縣定古蹟)
- 和美阮氏修義堂(縣定古蹟)
- 阮氏宗祠
- 嘉犁嘉安宮（蘇府千歲）
- 和美大霞德安宮(清水祖師)
- 大霞大福宮(福德正神)

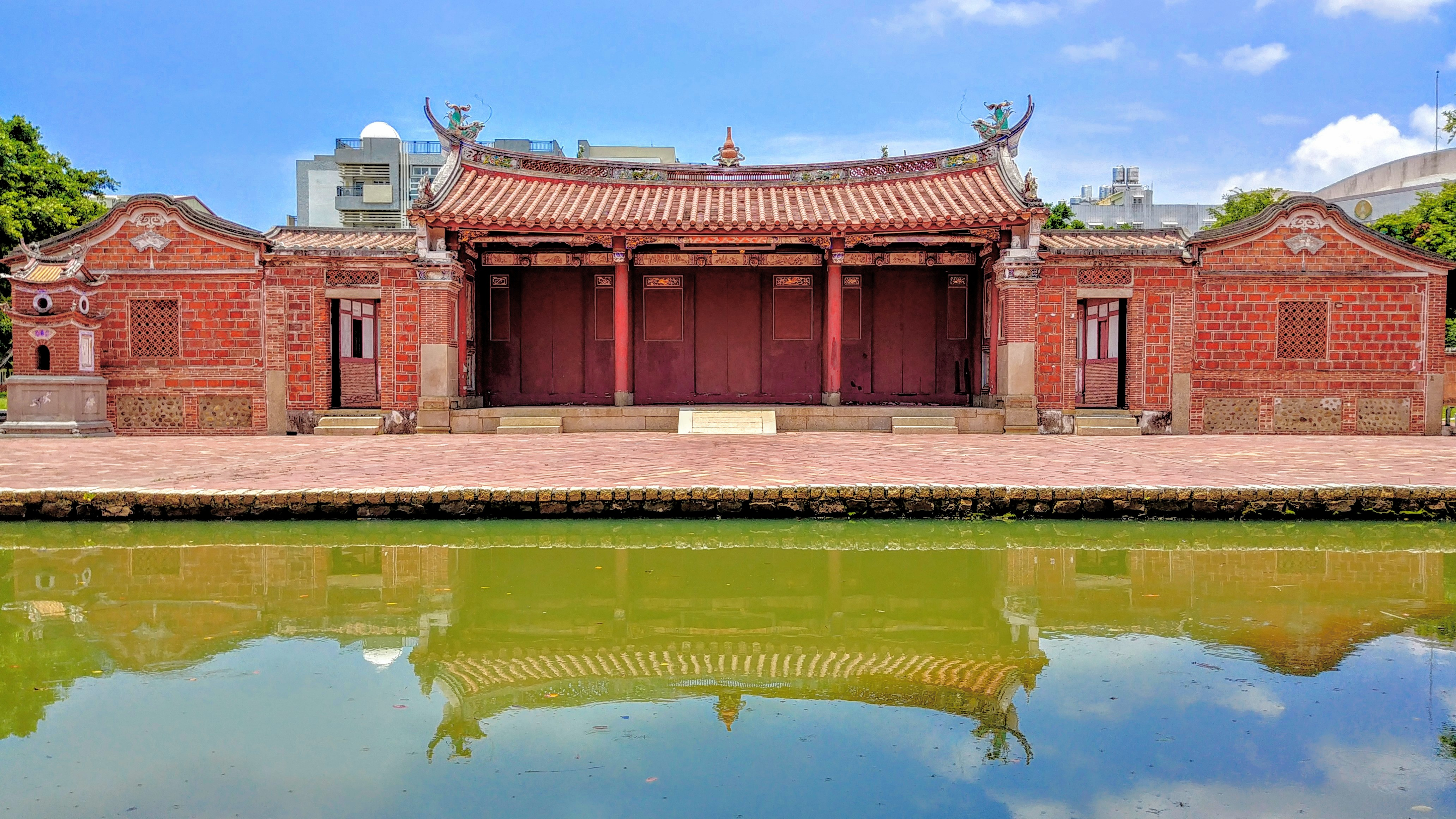
道東書院

- 鎮平鎮興宮（紀府、韋府、伍府、答府、陸府千歲）
- 陳家洋樓（陳虛谷先生故居）
- 和美巧龍宮(巧聖仙師)
- 和美福澤宮(南斗天神)
- 糖聖宮(天上聖母，也稱為「蔗廍媽祖」)
- 和美普道院(九宮八卦太子)
- 柑井武當宮(玄天上帝)
- 和美善德寺(佛教道場)
- 慈光山人乘寺彌陀院
- 卡里善之樹

## 特產
和美「紡織」、和美「雨傘」、和美鐵炒鍋、楊家香肉品、炒花枝、噴水貢丸、圓環和美素食、北勢頭肉圓、圓環碗粿、和美外省麵均馳譽海內外。

## 外部連結
- 和美鎮公所